# (14977) Bressler
(14977) Bressler (1997 SE4) – planetoida z grupy pasa głównego asteroid okrążająca Słońce w ciągu 4 lat i 362 dni w średniej odległości 2,92 j.a. Została odkryta 26 września 1997 roku.